# کریستوفر راینهارت
کریستوفر راینهارت (انگلیسی: Christopher Reinhard؛ زادهٔ ۱۹ مهٔ ۱۹۸۵) بازیکن فوتبال اهل آلمان است.
از باشگاه‌هایی که در آن بازی کرده‌است می‌توان به باشگاه فوتبال اینگولشتات ۰۴، باشگاه فوتبال ماگدبورگ ۱، باشگاه فوتبال کارلسروهه، و باشگاه فوتبال آینتراخت فرانکفورت اشاره کرد.
وی همچنین در تیم‌های ملی فوتبال جوانان آلمان و زیر ۲۰ سال آلمان بازی کرده‌است.